# Scarpa d'oro 2002
La Scarpa d'oro 2002 è il riconoscimento calcistico che è stato assegnato al miglior marcatore assoluto in Europa tenendo presente le marcature segnate nel rispettivo campionato nazionale per il valore del coefficiente UEFA nella stagione 2001-2002. Il vincitore del premio è stato Mário Jardel, con 42 reti nella Primeira Liga.

## Classifica finale
| Pos | Campionato              | Nome                    | Squadra             | Gol | C-UEFA | Pti  |
| --- | ----------------------- | ----------------------- | ------------------- | --- | ------ | ---- |
| 1   | Primeira Liga           | Mário Jardel            | Sporting Lisbona    | 42  | x1,5   | 63   |
| 2   | Premier League          | Thierry Henry           | Arsenal             | 24  | x2     | 48   |
| 2   | Serie A                 | Dario Hübner            | Piacenza            | 24  | x2     | 48   |
| 2   | Serie A                 | David Trezeguet         | Juventus            | 24  | x2     | 48   |
| 5   | League of Wales         | Marc Lloyd-Williams     | Bangor City         | 47  | x1     | 47   |
| 6   | Premier League          | Jimmy F. Hasselbaink    | Chelsea             | 23  | x2     | 46   |
| 6   | Premier League          | Alan Shearer            | Newcastle Utd       | 23  | x2     | 46   |
| 6   | Premier League          | Ruud van Nistelrooij    | Manchester Utd      | 23  | x2     | 46   |
| 9   | Division I              | Wesley Sonck            | Genk                | 30  | x1,5   | 45   |
| 10  | Division 1              | Djibril Cissé           | Auxerre             | 22  | x2     | 44   |
| 10  | Division 1              | Pauleta                 | Bordeaux            | 22  | x2     | 44   |
| 10  | Serie A                 | Christian Vieri         | Inter               | 22  | x2     | 44   |
| 13  | Scottish Premier League | Henrik Larsson          | Celtic              | 29  | x1,5   | 43,5 |
| 14  | Lega Nazionale A        | Richard Núñez           | Grasshoppers        | 28  | x1,5   | 42   |
| 14  | Bundesliga              | Ronald Brunmayr         | Grazer AK           | 28  | x1,5   | 42   |
| 14  | Liga                    | Diego Tristán           | Deportivo La Coruña | 21  | x2     | 42   |
| 17  | Lega nazionale A        | Christian Giménez       | Basilea             | 27  | x1,5   | 40,5 |
| 18  | Serie A                 | Marco Di Vaio           | Parma               | 19  | x2     | 38   |
| 18  | Division 1              | Jean-Claude Darcheville | Lorient             | 19  | x2     | 38   |
| 18  | Premier League          | Michael Owen            | Liverpool           | 19  | x2     | 38   |
| 18  | Premier League          | Ole Gunnar Solskjær     | Manchester Utd      | 19  | x2     | 38   |
| 22  | Division I              | Paul Kpaka              | Germinal Beerschot  | 25  | x1,5   | 37,5 |
| 23  | Meistriliiga            | Maksim Gruznov          | Trans Narva         | 37  | x1     | 37   |
| 24  | Liga                    | Fernando Morientes      | Real Madrid         | 18  | x2     | 36   |
| 24  | Serie A                 | Filippo Maniero         | Venezia             | 18  | x2     | 36   |
| 24  | Bundesliga              | Márcio Amoroso          | Borussia Dortmund   | 18  | x2     | 36   |
| 24  | Bundesliga              | Martin Max              | Monaco 1860         | 18  | x2     | 36   |
| 24  | Liga                    | Patrick Kluivert        | Barcellona          | 18  | x2     | 36   |
| 29  | Bundesliga              | Michael Ballack         | Bayer Leverkusen    | 17  | x2     | 34   |
| 29  | Liga                    | Catanha                 | Celta Vigo          | 17  | x2     | 34   |
| 29  | Bundesliga              | Giovane Élber           | Bayern Monaco       | 17  | x2     | 34   |
| 29  | Liga                    | Javier Saviola          | Barcellona          | 17  | x2     | 34   |
| 29  | Liga                    | Raúl Tamudo             | Espanyol            | 17  | x2     | 34   |
| 35  | Bundesliga              | Aílton                  | Werder Brema        | 16  | x2     | 32   |
| 35  | Serie A                 | Alessandro Del Piero    | Juventus            | 16  | x2     | 32   |
| 35  | Serie A                 | Cristiano Doni          | Atalanta            | 16  | x2     | 32   |
| 35  | Bundesliga              | Miroslav Klose          | Kaiserslautern      | 16  | x2     | 32   |
| 39  | Lega Nazionale A        | Julio Rossi             | Lugano              | 21  | x1,5   | 31,5 |
| 39  | Division I              | Moumouni Dagano         | Genk                | 21  | x1,5   | 31,5 |